# IMAX Port Vell
L'IMAX Port Vell (1995-2014) va ser una sala de cinema inaugurada l'any 1995 i ubicada en el recinte d'oci Maremagnum de Barcelona, al Moll d'Espanya s/n (enfront del Passeig de Colom), al districte de Ciutat Vella. Fou una de les 10 sales més taquilleres del món en quant al cinema de gran format es refereix. L'edifici, aleshores de nova construcció, va ser obra dels arquitectes Enric Sòria i Jordi Garcés.
El cine IMAX del Port Vell va ser inaugurat per Pasqual Maragall, aleshores alcalde, juntament amb el també aleshores ministre d'Obres Públiques Josep Borrell. Maragall descrivia la sala com "un dels símbols de la Barcelona del segle XXI", donades la seva tecnologia d'última generació i, l'any 1995, considerada pionera. El format IMAX projecta la pel·lícula en una pantalla de 7 pisos d'alçada, la més gran a nivell nacional, en format 3D; i el format Omnimax projecta la pel·lícula sobre una cúpula de 900 m². L'IMAX Port Vell va ser important en el seu dia per la nitidesa i l'alçada de la pantalla, similar a la d'un edifici de set plantes. La sala té forma d'amfiteatre romà i està inclinada per a garantir una visió perfecta des de qualsevol butaca. A l'IMAX es podien veure dues tipus de pel·lícules. D'una banda, documentals que duraven al voltant de mitja hora i es podien veure tan en 3D com en Omnimax. D'altra banda, més endavant es va incloure a la programació pel·lícules comercials que estaven a cartellera.
L'IMAX Port Vell estava gestionat per la companyia Teatroimax, la qual, va haver de fer front als deutes que es presentaven i va decidir tancar la sala mitjançant un concurs de creditors després de 19 anys de vida. La crisi del sector cinematogràfic es tradueix en el tancament de diverses sales, entre elles, el Club Coliseum i el Cine Alexandra, de la Rambla de Catalunya.
Avui dia, l'IMAX Port Vell encara genera debat sobre el futur de l'edifici on està ubicat. L'edifici està vinculat al pla especial del Port Vell i el Moll d'Espanya, que estableix que aquesta zona només pot acollir usos de caràcter recreatiu. És a dir, si es decidís destinar l'edifici per a una activitat diferent a aquesta temàtica comportaria necessàriament la modificació del plan d'usos de l'Autoritat Portuària i això passaria per haver de pactar-ho amb la ciutat. Durant els anys, s'ha parlat de diverses opcions d'ús per a l'espai. Una de les últimes propostes gira entorn obrir un teatre espectacle, que quedaria a mig camí entre l'àmbit cultural i el comercial. La idea del teatre espectacle és una de les últimes propostes que es van posar sobre la taula, però anteriorment també s'havia parlat de construir en aquesta superfície un altre centre comercial.
D'altra banda, s'adverteix des de fonts municipals que tot projecte que s'acabi desenvolupant en l'edifici ha de respondre també a les necessitats de la ciutat i, per tant, ajudar a potenciar l'ús ciutadà d'aquesta zona del port. Per tant, algunes de les fonts coneixedores del projecte proposen fins i tot dedicar algun dels espais per a ús veïnal.
La decisió sobre el futur de l'IMAX Port Vell no recau únicament en l'Ajuntament sinó que també en té un paper important el Port de Barcelona. La concessió sobre l'edifici finalitza l'any 2024, per tant encara està vigent, cosa que dona una mica de marge pel que fa la decisió sobre el seu futur, tot i que sembla que la idea de tornar a obrir un cinema a la mateixa sala és la proposta que ha cobrat més protagonisme aquests últims anys.
Teatroimax, la companyia propietària de l'IMAX Port Vell es planteja obrir-hi un altre cinema, d'alta gamma. La idea que s'estan plantejant és instal·lar nous projectors de tecnologia làser d'alta definició i així poder tornar a obrir una sala de cinema.
El 26 de febrer de 2020, després de sis anys de tancament, es va confirmar que les instal·lacions s'enderrocarien després que es prengués la decisió en el consell d'administració format per les dues autoritats del cinema, el Port de Barcelona i l'Ajuntament de Barcelona. En aquesta línia, el 27 de juny de 2023, l'empresa Obres i Servei Roig va enderrocar l'edifici per deixar espai a la ubicació d'una base d'operacions d'un dels equips de la Copa Amèrica de vela de 2024.